# スーパージュピター
スーパージュピター(Super-Jupiter)は、木星型の太陽系外惑星で、木星質量よりも大きい質量を持つものである。例えば、アンドロメダ座カッパ星bのように、惑星-褐色矮星の境界上の伴星はスーパージュピターと呼ばれる。
2011年までに、180のスーパージュピターが知られており、熱いものも冷たいものもある。質量は木星より大きいが、80木星質量までは、木星とほぼ同じ大きさである。これは、この質量までは、質量の増加とともに表面重力や密度も増加することを意味する。増加した質量分の重力により惑星は圧縮され、大きくはならない。対照的に木星より若干軽く（密度が小さく）、木星よりも大きい、いわゆるスーパーパフと呼ばれるものもある。この例としては、木星の半分程度の質量で直径が約1.38倍であるHAT-P-1bがある。
約22木星質量のCoRoT-3bは、密度が平均26.4 g/cm3と、標準状態下で最も密度の大きい天然元素であるオスミウム(22.6 g/cm3)よりも高密度である。主に水素で構成されると考えられるため、物質が内側に極度に圧縮されると高密度になりうる。表面重力も大きく、地球の50倍以上である。
2012年、アンドロメダ座カッパ星bが撮影された。主星アンドロメダ座カッパ星の周囲を、海王星が太陽を公転する距離よりも約1.8倍離れた軌道を公転していた。